# Hamataliwa penicillata
Hamataliwa penicillata là một loài nhện trong họ Oxyopidae.
Loài này thuộc chi Hamataliwa. Hamataliwa penicillata được Cândido Firmino de Mello-Leitão miêu tả năm 1948.